# Clearfield (Iowa)
Clearfield ist eine Kleinstadt mit dem Status „City“ im Taylor County und zu einem kleineren Teil im Ringgold County des US-amerikanischen Bundesstaats Iowa.
Im Jahr 2010 hatte Clearfield 363 Einwohner, deren Zahl sich bis 2013 auf 357 verringerte. Das U.S. Census Bureau hat bei der Volkszählung 2020 eine Einwohnerzahl von 278 ermittelt.

## Geografie
Clearfield liegt im Südwesten Iowas. Die Grenze zum benachbarten Bundesstaat Missouri verläuft 26 km südlich. Rund 130 km westlich von Clearfield bildet der Missouri River die Grenze Iowas zu Nebraska.
Die geografischen Koordinaten von Clearfield sind 40°48′03″ nördlicher Breite und 94°28′33″ westlicher Länge. Das Stadtgebiet erstreckt sich über eine Fläche von 3,26 km² und verteilt über die Grant Township des Taylor County und die Grant Township des Ringgold County.
Nachbarorte von Clearfield sind Diagonal (12,9 km östlich), Benton (20,8 km südöstlich), Maloy (19,4 km südsüdöstlich), Blockton (21,4 km südlich), Conway (18 km westsüdwestlich), Sharpsburg (14,8 km westlich) und Lenox (16,4 km nordwestlich).
Die nächstgelegenen größeren Städte sind Iowas Hauptstadt Des Moines (149 km nordöstlich), Columbia in Missouri (381 km südöstlich), St. Joseph in Missouri (144 km südlich), Kansas City in Missouri (229 km in der gleichen Richtung), Nebraskas Hauptstadt Lincoln (224 km westlich) und Nebraskas größte Stadt Omaha (169 km westnordwestlich).

## Verkehr
Der Iowa Highway 25 verläuft in Nord-Süd-Richtung entlang des östlichen Stadtrandes. Alle weiteren Straßen sind untergeordnete Landstraßen, teils unbefestigte Fahrwege sowie innerörtliche Verbindungsstraßen.
Mit dem Bedford Municipal Airport befindet sich 41 km südwestlich ein kleiner Flugplatz für die Allgemeine Luftfahrt. Die nächsten Verkehrsflughäfen sind der Des Moines International Airport (151 km nordöstlich) und das Eppley Airfield von Omaha (175 km westnordwestlich).

## Bevölkerung
Nach der Volkszählung im Jahr 2010 lebten in Clearfield 363 Menschen in 153 Haushalten. Die Bevölkerungsdichte betrug 111,3 Einwohner pro Quadratkilometer. In den 153 Haushalten lebten statistisch je 2,17 Personen.
Ethnisch betrachtet setzte sich die Bevölkerung zusammen aus 97,8 Prozent Weißen, 0,6 Prozent Afroamerikanern sowie 0,3 Prozent (eine Person) amerikanischen Ureinwohnern; 1,4 Prozent stammten von zwei oder mehr Ethnien ab. Unabhängig von der ethnischen Zugehörigkeit waren 1,7 Prozent der Bevölkerung spanischer oder lateinamerikanischer Abstammung.
22,0 Prozent der Bevölkerung waren unter 18 Jahre alt, 47,7 Prozent waren zwischen 18 und 64 und 30,3 Prozent waren 65 Jahre oder älter. 53,2 Prozent der Bevölkerung waren weiblich.
Das mittlere jährliche Einkommen eines Haushalts lag bei 33.194 USD. Das Pro-Kopf-Einkommen betrug 19.501 USD. 21,4 Prozent der Einwohner lebten unterhalb der Armutsgrenze.